# دم‌چنگالی پشت‌سیاه
دم‌چنگالی پشت‌سیاه (نام علمی: Enicurus immaculatus) نام یک گونه از سرده دم‌چنگالی است.